# Khamica Bingham
Khamica Bingham (ur. 15 czerwca 1994) – kanadyjska lekkoatletka, sprinterka.
W 2011 w czasie mistrzostw świata juniorów młodszych była piąta w biegu na 100 metrów, dotarła do półfinału biegu na 200 metrów oraz zdobyła brązowy medal w sztafecie szwedzkiej. Rok później zajęła czwarte miejsce w finale biegu na 100 metrów podczas mistrzostw świata juniorów. W 2013 biegła na ostatniej zmianie kanadyjskiej sztafety 4 × 100 metrów, która zajęła 6. miejsce na mistrzostwach świata, tydzień później sięgnęła po srebro mistrzostw panamerykańskich juniorów w tej samej konkurencji. W 2015 weszła w skład kanadyjskiej sztafety 4 × 100 metrów, która zdobyła brąz podczas igrzysk panamerykańskich w Toronto. Siódma zawodniczka igrzysk olimpijskich w Rio de Janeiro w sztafecie 4 × 100 metrów (2016).
Rekordy życiowe: bieg na 60 metrów (hala) – 7,19 (12 marca 2015, Windsor); bieg na 100 metrów – 11,13 (22 lipca 2015, Edmonton); bieg na 200 metrów – 22,84 (23 maja 2015, Windsor) / 22,83w (16 maja 2015, Clermont).